# Burgus Neuwied-Engers

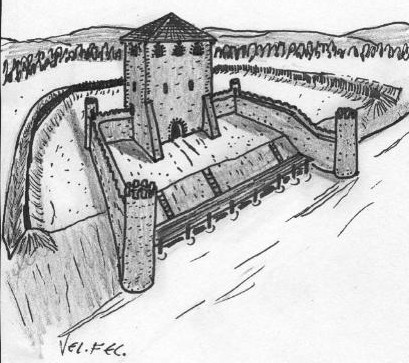
Rekonstruktionsversuch

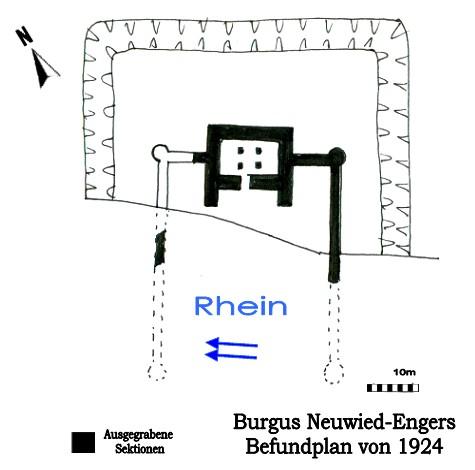
Befundskizze

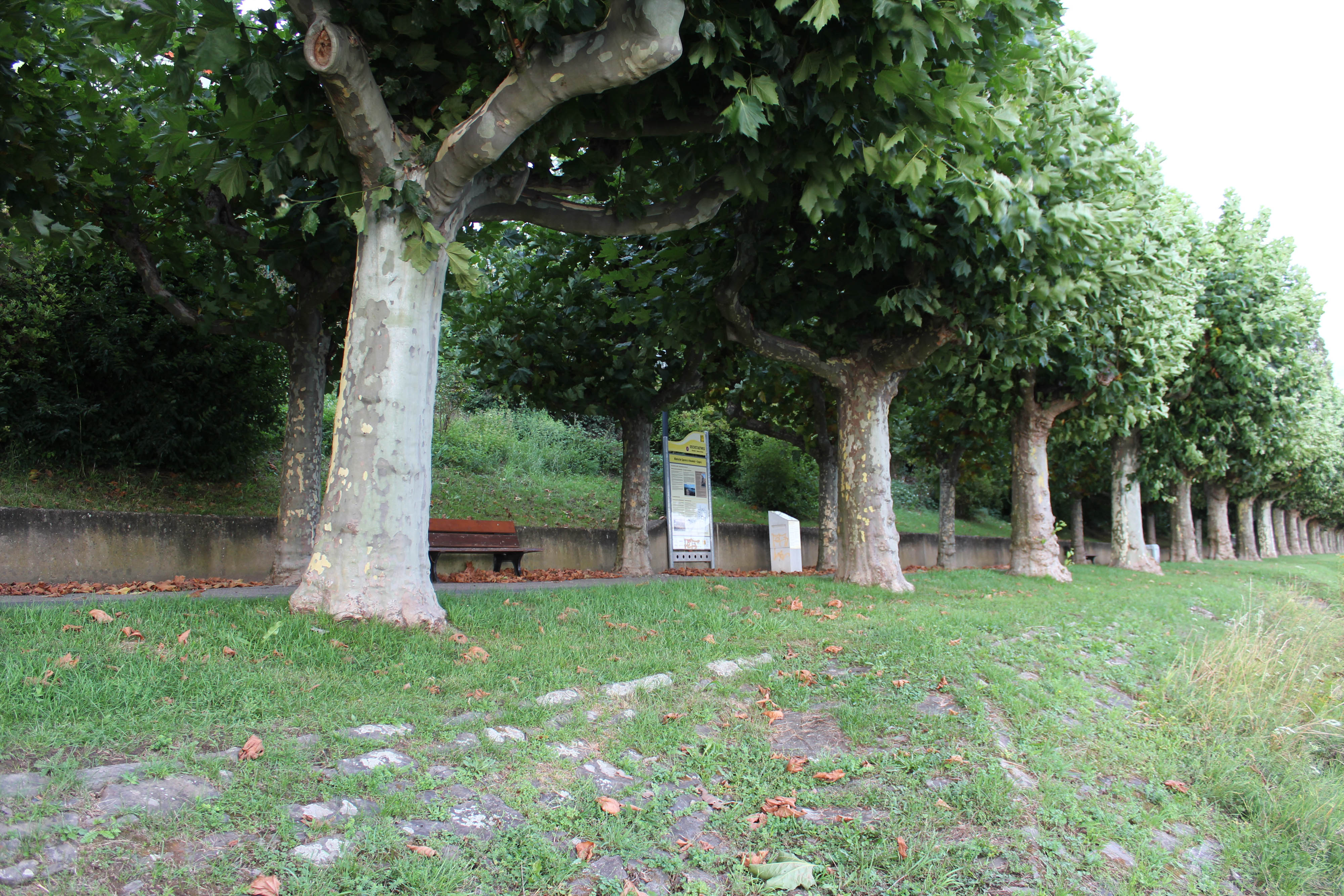
Hinweisschild an der Stelle des Burgus in Neuwied-Engers

Der Burgus Neuwied-Engers ist ein spätantiker Ländeburgus auf der Gemarkung von Engers, einem Stadtteil von Neuwied im Landkreis Neuwied in Rheinland-Pfalz (Deutschland). Die Befestigung wurde wohl im Jahre 369, im Zuge der letzten Verstärkungsmaßnahmen am Rheinlimes unter Kaiser Valentinian I. (364–375), angelegt und fand sein vermutliches Ende im 1. Drittel des 5. Jahrhunderts.

## Entwicklung
Bereits in keltischer Zeit war das Gebiet durchgehend besiedelt. Im Zuge der Feldzüge Gaius Iulius Caesars in Gallien in den Jahren 58 bis 51/50 v. Chr. trat der bisher nur wenig bekannte Rheinstrom (Rhenus) am damaligen Rande der „zivilisierten Welt“ in den engeren Gesichtskreis Roms. Nach dem letzten Stand der Forschungen gilt es als erwiesen, dass Caesar seine berühmte Pionierbrücke über den Rhein bei Neuwied errichten ließ. Der Brückenbau war eine Meisterleistung der damaligen römischen Pionierbaukunst und wurde in nur zehn Tagen fertiggestellt (vgl. Caesars Rheinbrücken). Nachdem Caesar den Rhein zweimal überschritten hatte, blieb das rechte Rheinufer für fast 300 Jahre unter Kontrolle des Imperiums.
Vom 1. bis zum 3. Jahrhundert n. Chr. bestanden römische Kastelle (Heddesdorf, Niederbieber), die der Sicherung des römisch-germanischen Limes dienten, der, seit 83–85 n. Chr. errichtet, den Rheinhöhen folgend durch das heutige Stadtgebiet verlief. 260 n. Chr. überwanden die Alamannen und Franken erstmals den Obergermanisch-Rätischen Limes und gelangten bis zum rechten Rheinufer. Im Zuge der Reichskrise des 3. Jahrhunderts mussten die Kastelle im Westerwald und Taunus aufgegeben und die Reichsgrenze wieder an den Rhein zurückverlegt werden (siehe Limesfall).
In der letzten Ausbauphase der Rheingrenze unter Kaiser Valentinian I. wurden die Kastelle und Städte am Rhein ein letztes Mal repariert bzw. verstärkt und zahlreiche Ländeburgi errichtet, zu denen auch der Burgus von Neuwied-Engers zählte.

## Lage und Funktion
Zur Sicherung der Getreidezufuhr und des Nachschubs für die Grenztruppen sowie von Handels- und Schifffahrtsrouten war es erforderlich, auch rechtsrheinisch befestigte Militäranlagen zu errichten. Von diesen Befestigungen sind bisher allerdings nur wenige entdeckt worden. Für das Neuwieder Becken sind bislang zwei spätantike Ländeburgi bekannt:
- der Burgus Niederlahnstein an der Mündung des im südöstlichen Rothaargebirge entspringenden Flusses Lahn in den Rhein beim heutigen Niederlahnstein, einem Stadtteil von Lahnstein im Rhein-Lahn-Kreis, und
- der Burgus Neuwied-Engers an der Mündung des im Süden des Westerwaldes entspringenden Flusses Wied bei Engers. Die Reste des Burgus befanden sich unmittelbar auf der hochwasserfreien Niederterrasse am Hochufer des Rheines, der sich hier verengt. Einbezogen war die Überwachung der Mündung des im Süden des Westerwaldes entspringenden Flusses Sayn.

Der Burgus von Engers war zugleich Wachtposten des Castellum apud Confluentes, eines spätrömischen Kastells im heutigen Koblenz, von dem er etwa zehn Kilometer nordwestlich und somit rheinabwärts lag.
Bei den Ausgrabungen wurden hier unter anderem mächtige Schichten von verbranntem Getreide gefunden. Daher liegt es nahe, dass es sich hier nicht nur um einem Wehr- und Schutzbau für die römische Rheinflotte (Classis Germanica) handelte, sondern wohl auch um ein Getreidedepot.
Die Grundmauern des Burgus wurden mit Zustimmung des Bauamtes der Stadt Neuwied und des Denkmalschutzes in eine Wohnanlage (Kellergeschoss) integriert. Das Terrassenhaus in der „Klosterstraße“ ist nicht zu besichtigen.

## Forschungsgeschichte
Die Reste der Fortifikation wurden erstmals 1819/20 untersucht. 1826 soll hier auch mittelalterliche Keramik gefunden worden sein. Die ersten systematischen archäologischen Ausgrabungen fanden 1924 statt, wobei Grabungszeichnungen angefertigt wurden. Im Jahr 1951 wurden die Strukturen unter der Leitung von Josef Röder vom Rheinischen Landesmuseum Trier abermals freigelegt und unter neuen Aspekten der Limesforschung befundet.

## Burgus
Spätrömische Ländeburgi wiesen neben dem stets nahe dem Ufer errichteten rechteckigen Kernwerk zusätzliche, mit Zinnen bewehrte Mauern auf, die zangenartig bis in oder an den Fluss ragten und so auch den Anlegeplatz für Frachtschiffe und Flusspatrouillenboote schützten. Das Kernwerk des Burgus bedeckte eine Innenfläche von 15 × 8 Meter. Die Stärke des Gussmauerwerks (Opus caementitium) betrug drei Meter; es war an seiner Außenseite mit Tuff- und Grauwackensteinen verblendet. Das Mauerwerk stand auf einem Gitterrahmen aus Holzpfosten, ebenso standen die zentralen Stützpfeiler auf solchen Pfahlgründungen. Diese Bauweise ist auch an vielen anderen römischen Bauwerken auf sumpfigen und sehr sandigen Böden beobachtet worden.
Der Eingang befand sich an der dem Rhein zugewandten Südseite. Vier massiv gemauerte Pfeiler stützten den Oberbau und trugen wohl auch die einzelnen Zwischendecken. Der Kernbau war möglicherweise zwei bis drei Stockwerke hoch und offensichtlich mit einem Dach aus Bleiplatten abgedeckt. An der östlichen und westlichen Seite dieses Mittelbaus waren die Flügelmauern angebaut, die an ihren Ecken durch kleine Rundtürme verstärkt wurden. Sie bogen nach einigen Metern im rechten Winkel nach Süden ab und endeten an der Uferböschung, wo die Befestigung zum Fluss hin offen war, um so das sichere Anlanden von Schiffen zu ermöglichen.
Als Annäherungshindernis war im Außenbereich zusätzlich ein Spitzgraben ausgehoben worden, der den Burgus hufeisenförmig umgab und in der Böschung zum Rhein auslief. Zusätzlich wurde der Ländeburgus noch durch eine hölzerne Palisade und einen Pfostenzaun gesichert.

## Limesverlauf zwischen Burgus Neuwied-Engers und Kastell Koblenz
| ON/Name                    | Beschreibung/Zustand | Abbildung |
| -------------------------- | --- | --------- |
| Burgus von Niederlahnstein | Der Burgus lag ebenfalls unmittelbar am Rhein, direkt an der ehemaligen Mündung der Lahn im Ortsteil Niederlahnstein. Aufgabe der Besatzung war die Sicherung des Mündungsgebietes und des Rheinufers. Das Kernwerk maß 20 × 13 Meter, die Stärke der Mauern betrug 2,5 bis 3 Meter. Die Reste der Fortifikation wurden im Jahr 1914 von Robert Bodewig und im Sommer 1926 von Ferdinand Kutsch untersucht. Eine Anlegestelle für Schiffe oder ähnliches konnte nicht mehr nachgewiesen werden, da weite Teile des Burgus durch Anlage von modernen Uferrandbefestigungen zerstört worden waren. Aufgrund des Fundmaterials konnte der Burgus jenen Grenzsicherungsanlagen zugeordnet werden, die unter Kaiser Valentinian I. errichtet wurden. Heute markiert ein Hinweisschild vor Ort die Turmstätte. Vom Burgus selbst ist oberirdisch nichts mehr zu erkennen. |           |

## Denkmalschutz
Der Burgus gilt als Bodendenkmal und ist als eingetragenes Kulturdenkmal im Sinne des Denkmalschutzgesetzes des Landes Rheinland-Pfalz geschützt. Nachforschungen und gezieltes Sammeln von Funden sind genehmigungspflichtig, Zufallsfunde an die Denkmalbehörden zu melden.